# Elaphoglossum cotoi
Elaphoglossum cotoi är en träjonväxtart som beskrevs av A. Rojas. Elaphoglossum cotoi ingår i släktet Elaphoglossum och familjen Dryopteridaceae. Inga underarter finns listade.